# Works, Vol. 2
Works, Vol. 2 este un album lansat în 1977 de Emerson, Lake and Palmer. Spre deosebire de Works, Vol. 1, Vol. 2 a fost un singur disc ce a cuprins piese neincluse pe Brain Salad Surgery și Works, Vol. 1. În timp ce unii au criticat trupa pentru lipsa de concentrare de pe acest disc, alții au descoperit și o altă latură a formației, albumul fiind dominat de influențe de blues și jazz. 

## Lista pieselor
1. „Tiger in a Spotlight” (Keith Emerson, Greg Lake, Carl Palmer, Peter Sinfield) (4:32)
2. „When The Apple Blossoms Bloom in The Windmills of Your Mind I'll Be Your Valentine” (Emerson, Lake, Palmer) (3:56)
3. „Bullfrog” (Ron Aspery, Mick Hodgkinson, Palmer ) (3:49)
4. „Brain Salad Surgery” (Emerson, Lake, Sinfield) (3:07)
5. „Barrelhouse Shake-Down” (Emerson) (3:37)
6. „Watching Over You” (Lake, Sinfield) (3:54)
7. „So Far to Tell” (Emerson, Lake , Sinfield ) (4:55)
8. „Maple Leaf Rag” (Scott Joplin) (2:00)
9. „I Believe in Father Christmas” (Lake, Sinfield) (3:17)
10. „Close But Not Touching” (Palmer) (3:18)
11. „Honky Tonk Train Blues” (Meade "Lux" Lewis  (3:09)
12. „Show Me The Way to Go Home” (L. James Campbell, Reginald Connelly) (3:30)

## Single-uri
- "Tiger in a Spotlight"/"So Far to Tell" (1977)
- "Watching Over You"/"Hollowed Be Thy Name" (1977)

## Componență
- Keith Emerson - claviaturi
- Greg Lake - voce, chitare, bas
- Carl Palmer - baterie